# Kościół św. Mateusza w Uniemyślu
Kościół św. Mateusza – rzymskokatolicki kościół w parafii Świętej Rodziny mieszczący się w Uniemyślu w diecezji legnickiej.

## Historia
Wspomniany w 1367 r. jako parafialny. Wybudowany w stylu barokowym w latach 1748–1750. Służył jako kościół pogrzebowy. Budowniczym kościoła był J.A Jentsch, pracujący na potrzeby cystersów w Krzeszowie. Była to budowla salowa, ze słabo wydzielonym prezbiterium. Nieczynny już wówczas spłonął 26 lipca 1972 r. Część wyposażenia, która nie uległa spaleniu przekazano do kościoła w Podgórzynie oraz do kościoła św. Jana Nepomucena w Leszczyńcu (ołtarz główny).
Wokół kościoła znajduje się całkowicie zdewastowany cmentarz, otoczony kamiennym murem. Na cmentarzu ruina kamiennej kostnicy z końca XVIII w. Całość obiektu od kilkudziesięciu lat popada w ruinę.
Pod koniec 2018 r. na wieży zainstalowano nowy hełm.
Obiektem opiekuje się Stowarzyszenie Doliny Zadrny, które zajmuje się ratowaniem i obudową budynku.